# 旺德尔
旺德尔（法語：Vendres，法語發音：[vɑ̃dʁ]）是法国埃罗省的一个市镇，属于贝济耶区。

## 地理
旺德尔（43°16'10"N, 3°13'27"E）面积37.8 平方千米，位于法国奧克西塔尼大區埃罗省，该省份为法国南部沿海省份，南濒地中海，西南接奥德省，西北接塔恩省和阿韦龙省，东北与加尔省接壤。
与旺德尔接壤的市镇（或旧市镇、城区）包括：弗勒里、貝濟耶、莱斯皮尼昂、索维扬、塞里尼昂、瓦尔拉斯普拉日。

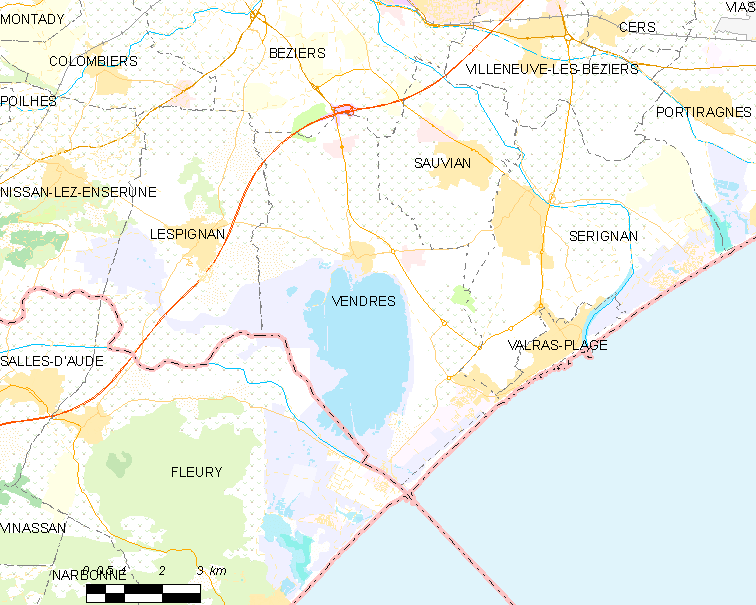
旺德尔的OSM定位图

旺德尔的时区为UTC+01:00、UTC+02:00（夏令时）。

## 行政
旺德尔的邮政编码为34350，INSEE市镇编码为34329。

## 政治
旺德尔所属的省级选区为贝济耶第一县。

## 人口

1962-2008年间旺德尔人口变化图示

旺德尔于2022年1月1日时的人口数量为2671人。

## 友好城市
- 阿尔讷